# Galium nankotaizanum
Galium nankotaizanum är en måreväxtart som beskrevs av Jisaburo Ohwi. Galium nankotaizanum ingår i släktet måror, och familjen måreväxter. Inga underarter finns listade i Catalogue of Life.